# Ewangeliarz archangielski

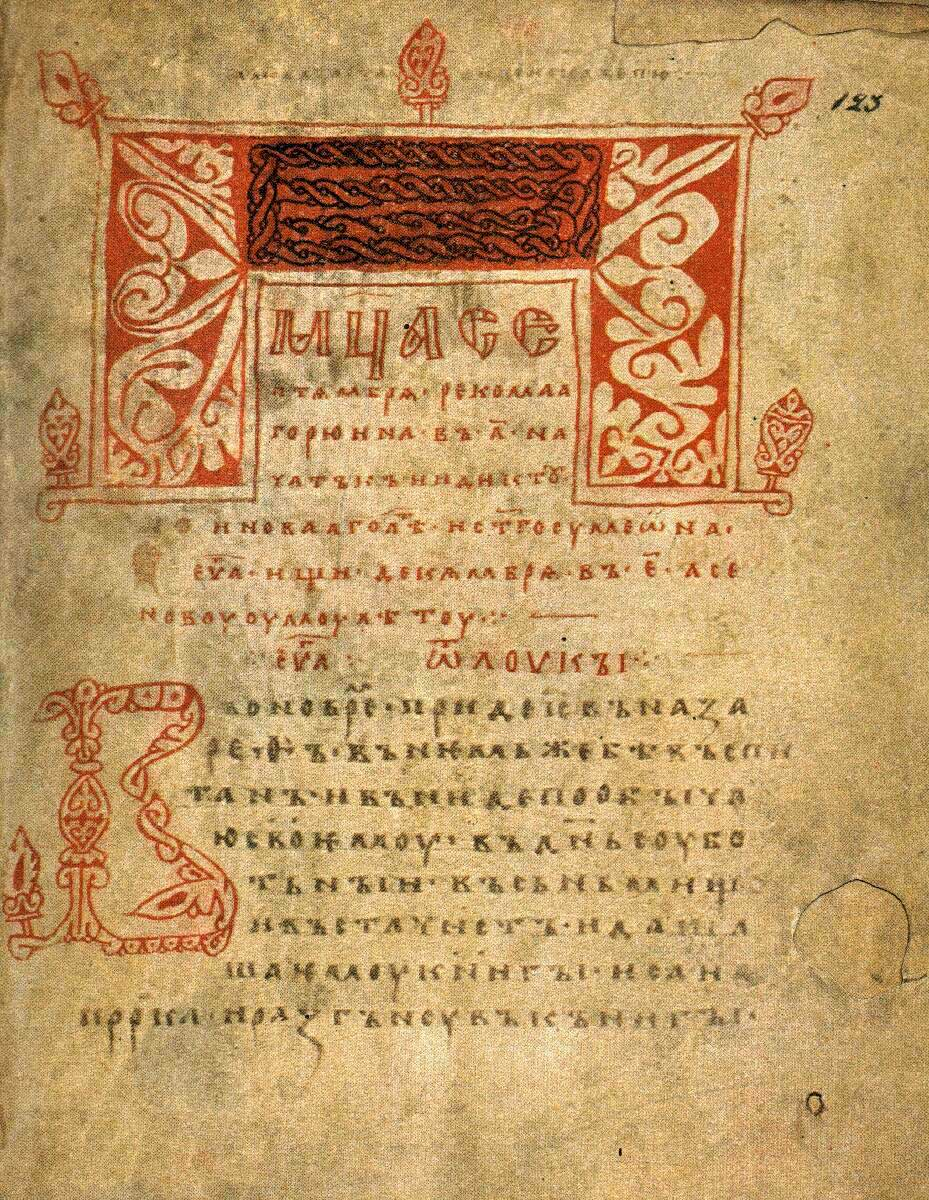
Karta z Ewangeliarza archangielskiego

Ewangeliarz archangielski – pergaminowy manuskrypt z 1092 roku, sporządzony rękoma dwóch kopistów. Zawiera wybór fragmentów czterech Ewangelii w przekładzie na język staro-cerkiewno-słowiański, przeznaczonych na każdy dzień roku. Obecnie przechowywany jest w Rosyjskiej Bibliotece Państwowej w Moskwie.
Ewangeliarz składa się ze 178 kart. Cechy językowe wskazują, że sporządzony został prawdopodobnie w południowej części Rusi. Jego współczesna historia zaczyna się w 1876 roku, kiedy to został odnaleziony w Archangielsku przez kupca starowiercę S.T. Bolszakowa i przesłany do Moskwy. Pierwsze opisy Ewangeliarza opublikowali archimandryta Amfilochiusz (Описание Евангелия 1092 года, 1877) oraz I.I. Sriezniewski (Древние памятники русского письма и языка X—XIV вв., 1882). Faksymile tekstu wydano w 1912 roku, a w 1997 roku ukazało się opatrzone aparatem naukowym wydanie krytyczne. Charakterystyczne dla manuskryptu są wykonane czerwienią inicjały i winiety.
W roku 1997 Ewangeliarz archangielski został wpisany na listę UNESCO Pamięć Świata.